# Françoise Bertieaux
Françoise Bertieaux (Ukkel, 17 september 1958) is een Belgisch politica voor de MR.

## Levensloop
Als licentiate in rechten en marketing aan de UCL en licentiate in theaterstudies, werd Françoise Bertieaux in 1983 politiek actief. Ze werd lid van de PRL, die in 2002 opging in de MR.
Ze begon haar politieke loopbaan als parlementaire attaché van het Franse Europarlementslid Marie-Jane Pruvot en kabinetschef van toenmalig senator en burgemeester van Sint-Pieters-Woluwe Jacques Vandenhaute. Tevens was ze raadgever op het kabinet van toenmalig vice-eerste minister en minister van Justitie Jean Gol en op het kabinet van toenmalig voorzitter van het Brussels Hoofdstedelijk Parlement Armand De Decker.
Ze werd in 1988 verkozen tot gemeenteraadslid van Etterbeek en van 1989 tot 2012 was ze er schepen. Van 2013 tot 2018 was ze voorzitter van het OCMW in Etterbeek. Bij de lokale verkiezingen van 2018 was ze geen kandidaat meer voor een gemeentelijk mandaat. Bovendien was ze van 1993 tot 1994 provincieraadslid van Brabant.
Van 1999 tot 2019 was Bertieaux lid van het Brussels Hoofdstedelijk Parlement en het Parlement van de Franse Gemeenschap, waar ze vanaf 2004 MR-fractieleidster was. Van 2007 tot 2012 was zij voorzitster van de MR-afdeling van Brussel en in 2012 werd ze lid van het Bureau van de MR. Bij de verkiezingen van 2019 stond ze als laatste opvolger op de MR-lijst voor het Europees Parlement. Daarmee beëindigde Bertieaux haar politieke loopbaan. Ze had immers aangekondigd naar New York te verhuizen, waar haar man bij de Vertegenwoordiging van de Europese Unie bij de Verenigde Naties werkt en ze zich toelegde op schilderen.
In juli 2023 keerde Bertieaux terug naar de Belgische politiek. Ze werd voorgedragen als minister van Hoger Onderwijs, Universitaire Ziekenhuizen, Jeugdzorg, Justitiehuizen, Jeugd en de Promotie van Brussel in de Franse Gemeenschapsregering, ter opvolging van Valérie Glatigny, die om medische redenen ontslag had genomen. Op 19 juli 2023 trad ze officieel in functie. Ze bleef aan tot in juli 2024.
Bij de federale verkiezingen van juni 2024 was Bertieaux laatste opvolger op de MR-lijst in de kieskring Brussel-Hoofdstad.